# 张庄乡 (淮滨县)
张庄乡，是中华人民共和国河南省信阳市淮滨县下辖的一个乡镇级行政单位。

## 行政区划
张庄乡下辖以下地区：
八里村、长沟村、长埝村、九里村、任店村、三里村、申寨村、瓦门村、梧桐村、新湖村、徐营村、余庄村、张庄村和周空村。